# Catacantha
Catacantha — род чешуекрылых из семейства павлиноглазок и подсемейства Hemileucinae.

## Систематика
В состав рода входят:
- Catacantha latifasciata Bouvier, 1930 — Бразилия
- Catacantha stramentalis Draudt, 1929 —